# Leo von Klenze

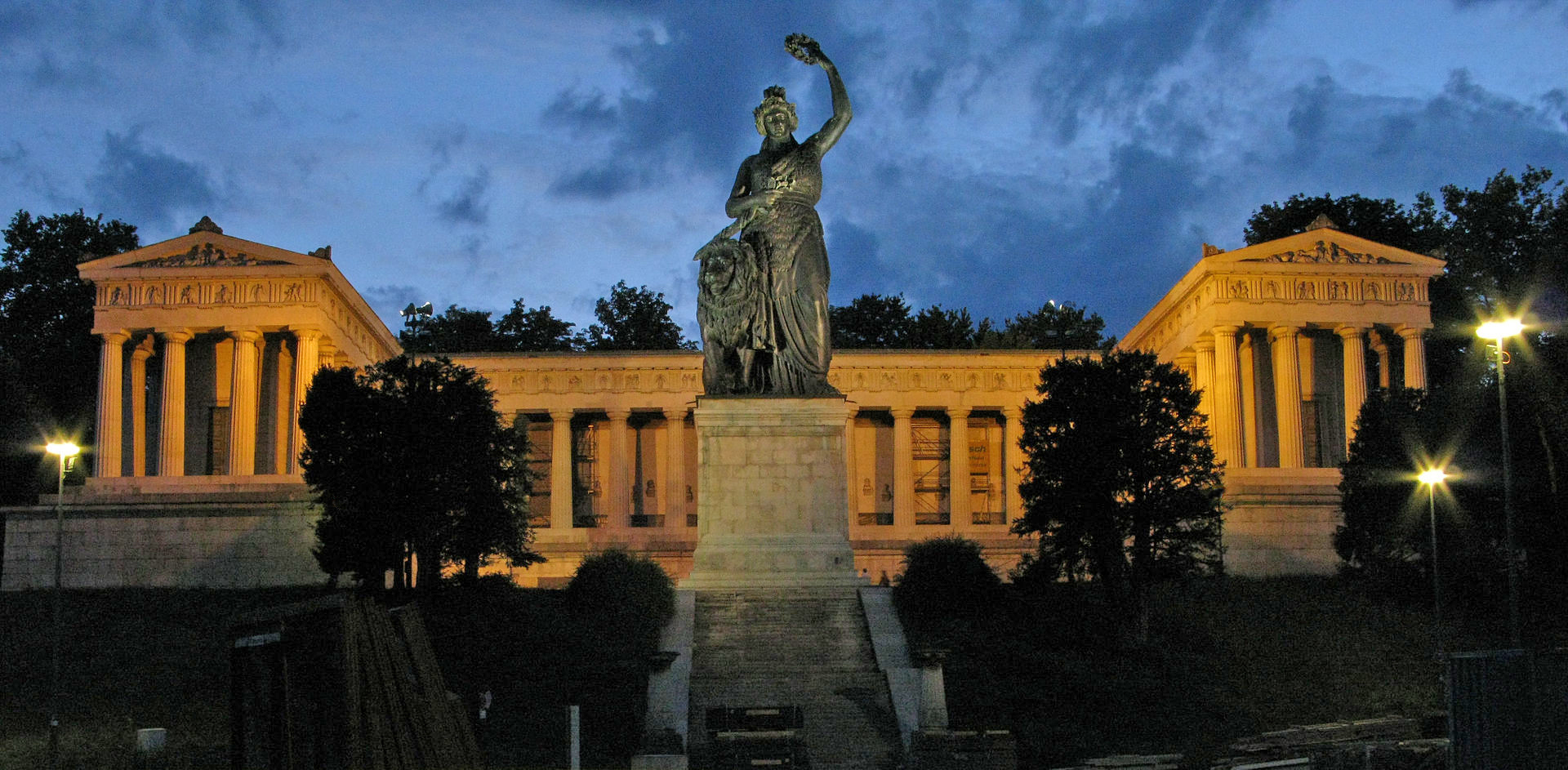
L. von Klenze: Ruhmeshalle, Monachium

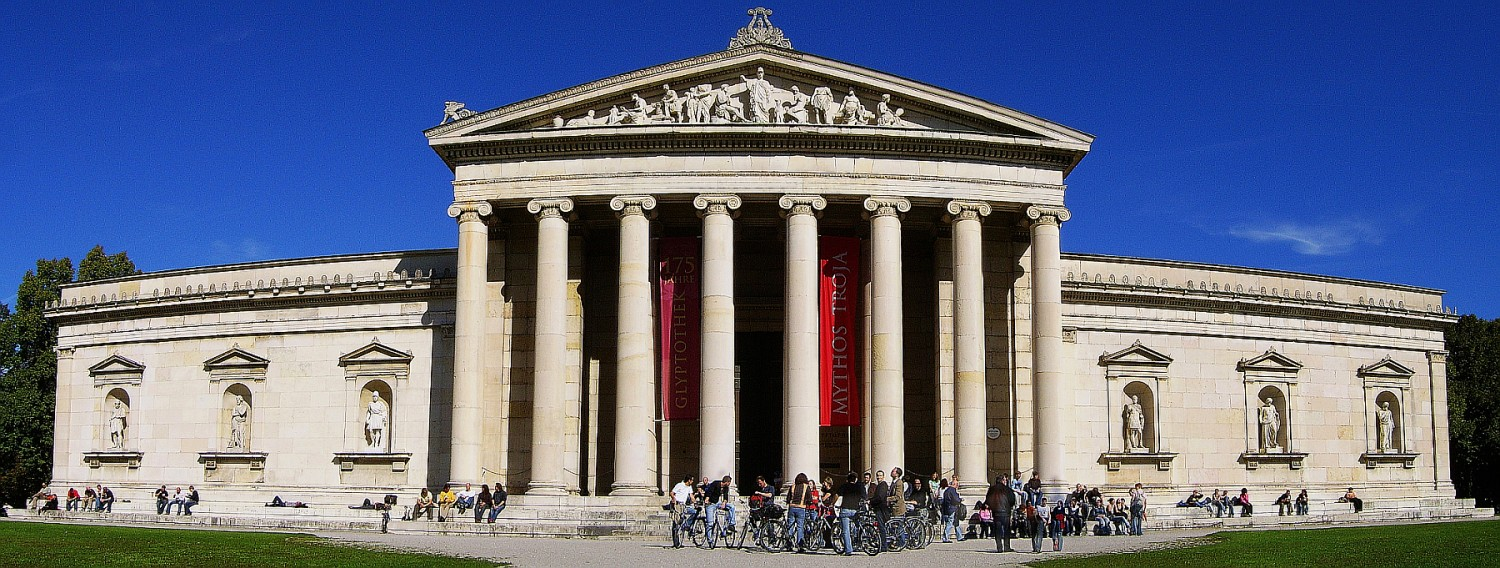
L. von Klenze: gliptoteka, Monachium

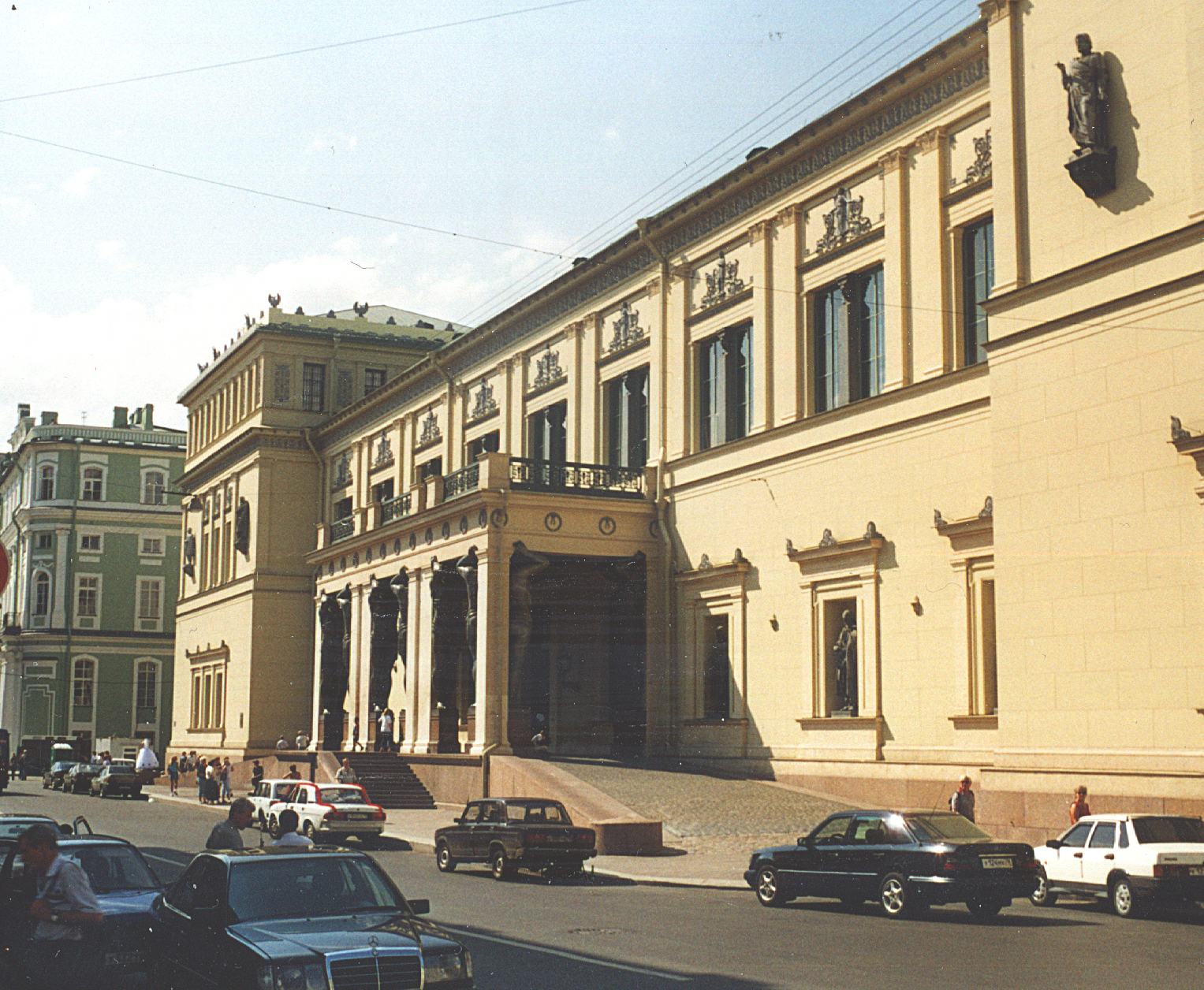
L. von Klenze: Nowy Ermitaż, Petersburg

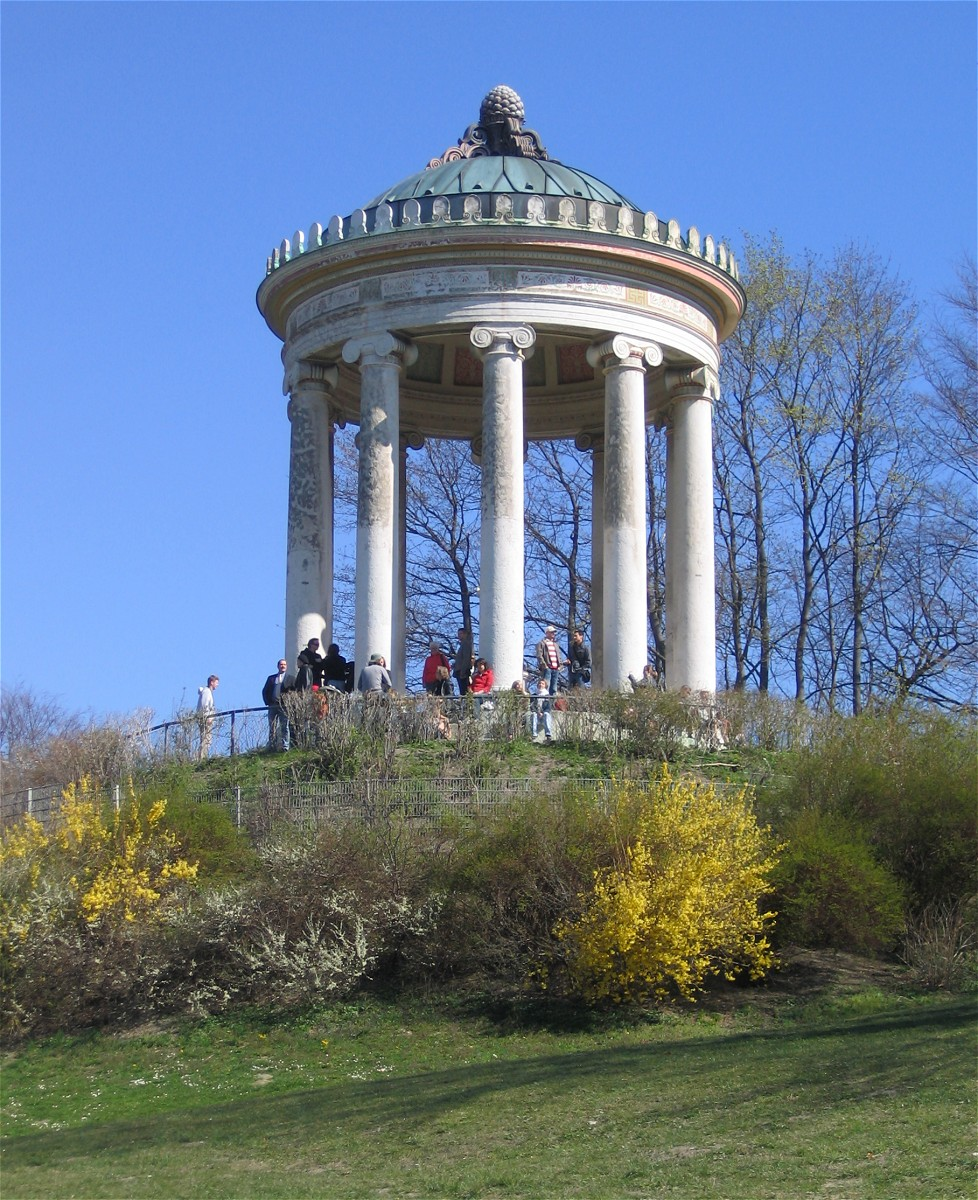
L. von Klenze: Monopteros, Englischer Garten, Monachium

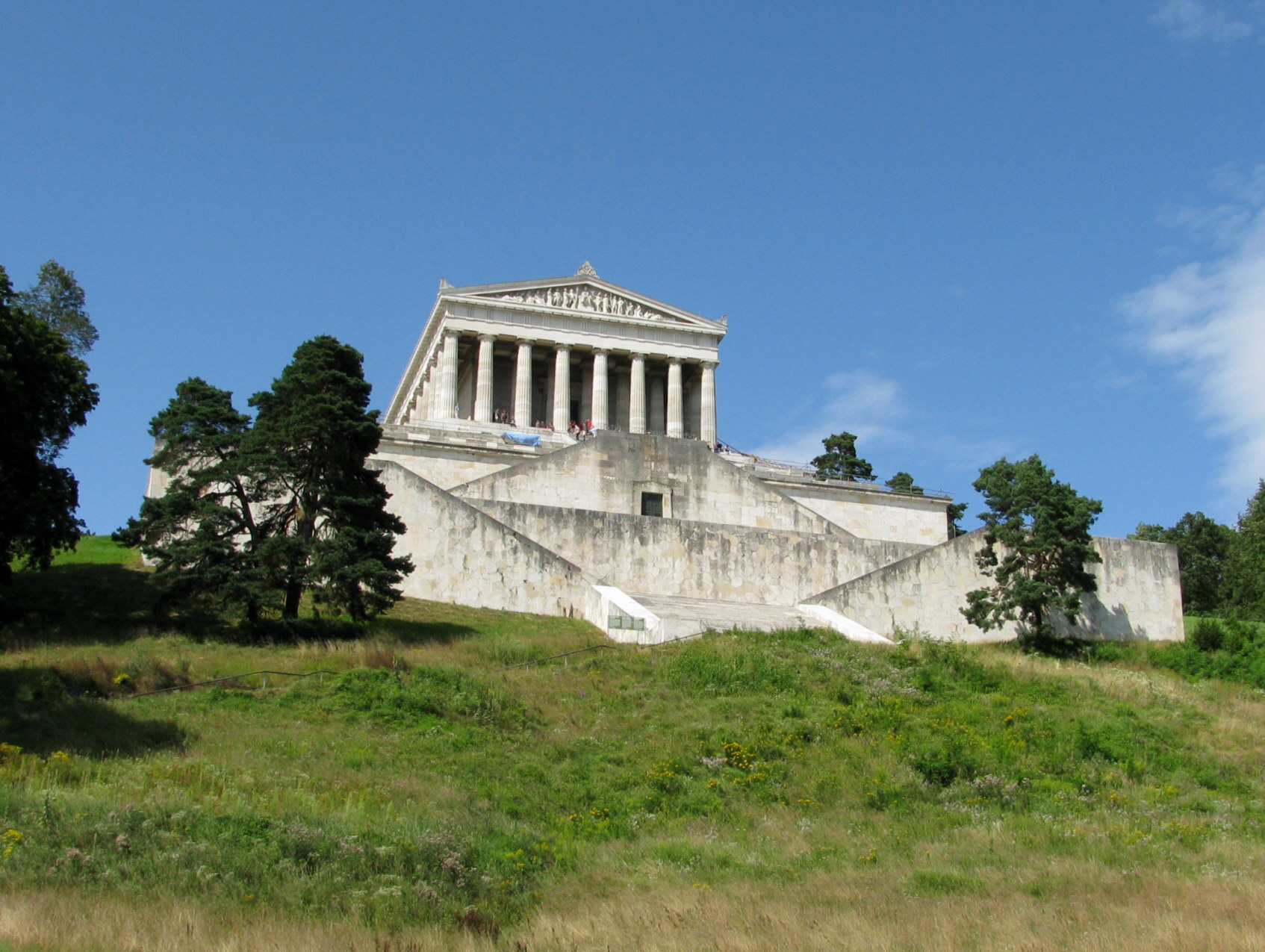
L. von Klenze: Walhalla, k. Ratyzbony

Franz Karl Leopold von Klenze (ur. 29 lutego 1784 w Schladen, zm. 27 stycznia 1864 w Monachium) – niemiecki architekt, uczeń Friedricha Gilly’ego w Berlinie, Charlesa Perciera i P.F. Fontaine’a w Paryżu, nadworny architekt króla Westfalii Hieronima Bonapartego w Kassel oraz króla bawarskiego Ludwika I. W większości realizacji reprezentował nawrót do klasycznego stylu greckiego, tworzył również w stylu arkadowym.

## Życiorys
W 1800 Klenze udał się do Berlina, by studiować prawo, jednak pozostając pod wrażeniem wykładów i osobowości Friedricha Gilly’ego podjął studia architektoniczne w berlińskiej Akademii Budowlanej (niem. Berliner Bauakademie). W 1803 Klenze wyjechał do Paryża, gdzie kształcił się m.in. u Jeana-Nicolasa-Louisa Duranda, Charlesa Perciera i P.F. Fontaine’a. Następnie przebywał na dworze w Kassel (1804–1813), gdzie pracował dla króla Westfalii Hieronima Bonapartego.
Od 1815 pracował w Monachium dla królów bawarskich Maksymiliana I, a następnie jego syna Ludwika I, który zaprosił Klenzego do Monachium. W 1816 został architektem nadwornym (niem. Hofbauintendant). W latach 1823–1824 Klenze odbył podróż studyjną na Sycylię. W 1834 król wysłał Klenzego z misją dyplomatyczną do Aten do swojego syna – Ottona, który w wyniku ustaleń konferencji londyńskiej zasiadł w 1832 na tronie nowo powstałego królestwa Grecji. Klenze jechał, by wzmocnić pozycję młodego króla w obliczu intryg wewnętrznych zagrażających monarchii. Oficjalnym celem wizyty były usługi doradcze w sprawie planowania i budowy nowych Aten: sporządzenie planu miasta, zaprojektowanie budynków władz i urzędów państwowych oraz rozwiązanie kwestii Akropolu. W tym kontekście Klenze zawiózł wówczas projekt rezydencji królewskiej w Atenach przygotowany przez Karla Friedricha Schinkla. Sam również sporządził projekt ateńskiego pałacu na prośbę Ludwika, który jednak jeszcze przed wyjazdem Klenzego wycofał zlecenie. Ostatecznie rezydencję zbudował według własnego projektu Friedrich von Gärtner. Klenze wykorzystał swoją podroż, by wesprzeć wysiłki greckich historyków sztuki walki z szabrownictwem antycznych dzieł sztuki – zainicjował m.in. prace konserwatorskie na ateńskim Partenonie. Postulował również objęcie ochroną wszystkich bardziej znaczących zabytków kultury antycznej.
W 1839 car Rosji Mikołaj I zaangażował Klenzego do budowy Ermitażu w Petersburgu.
W 1862 został honorowym obywatelem miasta Monachium.
Został pochowany na Starym Cmentarzu Południowym w Monachium.

## Odznaczenia
Odznaczony został bawarskim Orderem Maksymiliana (1853) oraz pruskim orderem Pour le Mérite (1861).

## Działalność
Preferując klasyczny styl grecki Klenze propagował „Greek Revival”: 

Istniała i istnieje tylko jedna architektura, i będzie istnieć tylko jedna architektura, mianowicie ta, która uformowała swoją doskonałość w okresie tworzenia cywilizacji greckiej.

Klenze był przekonany, że można dalej rozwijać architekturę antyczną, poprzez nowe zestawianie jej form podstawowych – w tym celu dokonał dokładnych pomiarów świątyń we Włoszech i Grecji. Pragnął rozwinąć nowy styl architektoniczny na bazie klasycznego, tak jak miało to miejsce w przypadku stylu renesansowego. W Niemczech uznawany jest za kreatora nurtu neorenesansowego. Większość jego projektów została zrealizowana w Monachium – podczas 48-letniej służby na dworze bawarskim, Klenze wzniósł 17 budowli.
Obok architektury, Klenze zajmował się również malarstwem i rysunkiem, a także projektowaniem detali dekoracyjnych dla wnętrz swoich budowli, m.in. stworzył sztukaterie sufitowe w gmachach gliptoteki i pinakoteki. Ponadto prowadził badania archeologiczne, a także w zakresie historii architektury i sztuki. Wiele z prac teoretycznych Klenzego nie zostało nigdy opublikowanych. Prowadził ożywioną korespondencję z filozofem Friedrichem Wilhelmem Josephem von Schellingem, Wilhelmem von Humboldtem i królem Ludwikiem I, któremu doradzał przy budowie kanałów i linii kolejowych.

### Wybrane publikacje
- Leo von Klenze: Die Walhalla in artistischer und technischer Beziehung. München: 1843. Brak numerów stron w książce
- Leo von Klenze, Ludwig Schorn: Description de la Glyptothleque de Sa Majeste Louis I Roi de Bavilere. Cotta, 1835. (fr.). Brak numerów stron w książce
- Leo von Klenze: Sammlung architektonischer Entwürfe. 1831–50. Brak numerów stron w książce
- Leo von Klenze: Aphoristische Bemerkungen gesammelt auf seiner Reise nach Griechenland. G. Reimer, 1838. (niem.). Brak numerów stron w książce
- Leo von Klenze: Anweisung zur Architektur des christlichen Cultus. 1828. Brak numerów stron w książce
- Leo von Klenze: Über das Hinwegführen plastischer Kunstwerke aus dem jetzigen Griechenland. München: 1821. Brak numerów stron w książce
- Leo von Klenze: Der Tempel des olympischen Jupiter von Agrigent. 1821. Brak numerów stron w książce
- Leo von Klenze: Versuch einer Wiederherstellung des toskanischen Tempels nach seinen historischen und technischen Analogien. 1821. Brak numerów stron w książce

### Wybrane dzieła

#### Na terenie Monachium
- 1846–1862 – Propyleje[15]
- 1843–1853 – Ruhmeshalle[17]
- 1836–1837 – monopteros w Englischer Garten[18]
- 1835–1838 – przebudowa pałacu Törring-Jettenbach dla potrzeb poczty głównej[12]
- 1829–1844 – Kościół św. Ludwika
- 1826–1835 – budowa rezydencji królewskiej[12]
- 1826–1837 – kościół Wszystkich Świętych (niem. Allerheiligen-Hofkirche)[19]
- 1826–1828 – sala koncertowa Odeon (zniszczona podczas bombardowań w 1944–1945)[20]
- 1825–1826 – pałac księcia Ludwiga Ferdinanda przy Wittelsbacherplatz 4[12]
- 1823–1825 – odbudowa teatru narodowego[12]
- 1822 (projekt); 1826–1830 (realizacja) – Stara Pinakoteka[21]
- 1820–1822 – stajnie dworskiej szkoły jazdy konnej (niem. Marstall)[12]
- 1817–1821 – pałac Leuchtenberg przy Odeonsplatz 4[22]
- 1816–1831 – gliptoteka monachijska[23]
- 1816–1829 – Ludwigstrasse[12]
- 1815–1862 – Königsplatz[12]

#### Poza Monachium
- 1847–1863 – Befreiungshalle w Kelheim (rozpoczęta przez Friedricha von Gärtnera)[24]
- 1839–1851 – Nowy Ermitaż w Petersburgu[1]
- 1830–1842 – Walhalla koło Ratyzbony[15][25]
- 1821–1828 – Konstitutionssäule w Gaibach[12]
- 1808–1813 – Teatr Napoleonshöhe w Kassel[12]